# HD208501
HD208501 — хімічно пекулярна зоря спектрального класу B8, що має  видиму зоряну величину в смузі V приблизно  5,8.
Вона  розташована на відстані близько 2528,3 світлових років від Сонця.

## Пекулярний хімічний склад
Зоряна атмосфера HD208501 має підвищений вміст 
Si
.